# آکانه یاماگوچی
آکانه یاماگوچی (انگلیسی: Akane Yamaguchi؛ زادهٔ ۶ ژوئن ۱۹۹۷) بدمینتون‌باز اهل ژاپن است. وی از سال ۲۰۱۲ میلادی تاکنون مشغول فعالیت بوده‌است.